# Неокласицизам
Неокласицизам (новокласицизам; од грчког  - „нови” и  - „класичан”) уметнички правац је у ликовној уметности, књижевности, позоришту, музици и архитектури у Западном свету који се ослања уопште узевши на уметност Грчке и Рима, а из краја 19. века и почетка 20. века и надовезује се делом на стари класицизам који подвлачи интелект и гаји строге форме дела. Неокласицизам је рођен у Риму средином 1700-их, али његова је популарност врло брзо расла широм Европе, након што је генерација европских студената ликовних уметности завршила своју Велику туру у Италији и вратила се у матичне земље с поново откривеним грчко-римским идеалима. Покрет неокласицизма увелико се преклопио с просвјетитељством у 18. веку и трајао је до раног 19. века, те је при крају ушао у конкуренцију с романтизмом. Овај се стил у архитектури наставио кроз цео 19., 20., све до 21. века.
Социјалистички неокласицизам у социјалистичким земљама је такође заступљен и проширио се из Русије после Стаљинове владавине када се употребљавао за градњу репрезентативних зграда и познат је под именом „стаљинистичка готика“.

## Преглед
Неокласицизам је поновно оживљење стилова и духа класичне антике директно инспирисано самим античким периодом, која се подударала и која је рефлектирала нова сазнања у филозофији и другим подручјима током просветитељства. Започео је као реакција на претераност претходног рококо стила. Мада се овај покрет често описује као супротност периоду романтизма, то је претерано поједностављење и као теза постаје неодбрањиво ако се анализирају различити аутори и њихова дела. Посебно је видљиво на примеру главног представника касног неокласицизма Жан-Огист-Доминика Енгра. Буђење интереса за античку уметност може се повезати с оснивањем формалне археологије као научне дисциплине.
Књижевна дела Јохана Јоахима Винкелмана била су врло важна за обликовање овог покрета како у архитектури, тако и у ликовној уметности. Његове књиге:  „Размишљања о опонашању грчких дела у архитектури и сликарству и вајарству” из 1750. и „Историја античке уметности” из 1764, биле су прве у којима се наводила јасна разлика између античке грчке и староримске уметности, у којима су се дефинисали периоди унутар старогрчке уметности и где је описан пут од развоја до зрелости грчке уметности потом до имитирања или декаденције која наставља да има последице до данашњих дана. Винкелман је веровао да уметност мора стремити ка „племенитој једноставности и мирној величанствености”, и величао је идеализам грчке уметности у којој, према његовим речима, може наћи: „не само природа у својој лепоти већ нешто више од природе, наиме одређене идеалне форме њене лепоте, које, како нас антички филозоф Платон учи, долазе из слика створених самим умом.” Теорија није била ништа ново у западној уметности. Нагласак на стриктном копирању грчких античких модела је према његовом мишљењу: „Једини пут за све нас да постанемо велики или ако је могуће јединствени”.
С појавом обичаја Велике туре, започела је и мода сакупљања античких уметничких дела што је било темељ формирања многих великих колекција које су прошириле неокласични препород широм Европе. „Неокласицизам” у свакој уметности имплицира специфичан канон „класичног” модела.
Појам „неокласицизам” се примарно користи у подручју ликовних уметности. Сличан покрет у енглеској књижевности почео је битно раније и назива се августанска књижевност и доминирала је неколико деценија, те почела да пропада баш у време кад је неокласицизам у ликовној уметности постао популаран. Иако различито по терминологији и стање у француској књижевности било је врло слично. У овом је периоду у музици дошло до развоја класичне музике што је настављено све до 20. века. Опере Кристофа Вилибалда Глукa, међутим представљају типичан неокласични приступ, објашњен у предговору опере Алцесте (1769), који има за циљ реформу опере путем уклањања орнаментације у музици и повећања улоге збора у складу с грчком трагедијом и кориштењем једноставнијих неокићених музичких мотива.
Појам „неокласичан” измишљен је отприлике средином 19. века и у то је доба описиван у терминима „истинског стила”, „реформираног” и „оживљеног”, с тим да је значајно варирало оно што се сматрало „оживљеним”. Антички модели су сигурно били врло присутни, али стил се може сматрати и оживљењем ренесансе, а посебно у Француској и повратком на строжи и племенитији барок из доба Луја XIV за којим се развила знатна носталгија након што је француска политичка и војна позиција озбиљно почела слабити. Енгров портрет крунисања Наполеона је чак посуђен из касноантичког конзуларног диптиха и каролиншке уметности на опште неодобравање критике.
Неокласицизам је био најјаче дефинисан у архитектури, скулптури и декоративним уметностима, где су класични модели у истом медијуму били релативно бројни и доступни. Примери античког сликарства који приказују квалитете описане Винкелмановим делима у вези скулптуре не постоје. Винкелман је био један од аутора који је ширио знање о првим великим римским сликама откривеним у Помпејима и Херкулануму и, као већина савременика осим Гавина Хамилтона, није био њима импресиониран, те је цитирао коментаре Плинија млађег о пропадању сликарства тог периода.
Европски неокласицизам у ликовној умјетности започиње око 1760. као реакција на тада доминантни барок и рококо. Архитектура рококоа наглашавала је грациозност, украшавање и асиметрију, док се неокласична архитектура темељи на принципима једноставности и симетрије, доживљаване као врлине уметности Античког Рима и Античке Грчке и директно преузете из ренесансе. Сваки „нео”-класицизам изабире неке од модела у целом спектру могућих класика на располагању и занемарује друге. Неокласични писци и говорници, патрони и колекционари, сликари и скулптори од 1765–1830 одавали су почаст идејама генерације Фидије, али примери скулптура које су пригрлили су више биле римске копије хеленистичких дела. Они су занемаривали уметност архајског грчког периода и дела касне антике. Откривена „рококо” уметност античке Палмире кроз Вудове графике Руине Палмира дошле су као откривење. Чак је и сама Грчка била мало посећена због њезине територијалне припадности Османском царству, тако да се неокласицистичко дивљење грчкој архитектури збивало путем цртежа и графика, што је суптилно често и несвесно изгладило и уредило, „исправило” и „рестаурирало” грчке споменике.
Што се сликарства тиче, грчко је сликарство потпуно изгубљено, стога су неокласични сликари покушали да га оживе, деломично кроз ниски рељеф, мозаик и осликане вазе, деломично кроз примере сликарства и декорације високе ренесансе Рафаелове генерације, кроз Неронову Domus Aurea, кроз Помпеје и Херкуланум и кроз поновљени интерес за Николу Пусена. Многе „неокласичне” слике чине јаче класичним своје ликове од било које друге епохе. Оштра полемика у вези заслуга грчке и римске уметности водила се деценијама, с Винкелманом и његовим хеленистима углавном на победничкој страни.

## Употреба термина
Употреба термина неокласицизам у свету није јединствена и тако се нпр. у чешкој, као и у немачкој литератури употребљава за означавање које се наводи, док се у Енглеској и Француској под овим термином подразумева класицизам.

## Карактеристике
У литератури су се аутори враћали описима из прошлости и историјским темама без личних утисака, без психолошке анализе и њихов циљ је био затворени разговор. Типичне особине: гајење форме, стилско јединство, тачност и прецизност изјашњавања, композициона уравнотеженост, без уздизања осећајности, подвлачење значаја интелекта, изнадвременске појаве.
У сликарству и пластици су поред авангардних уметника Пабла Пикаса, Ђорђа де Кирика, Карла Кара, Адолфа фон Хилдебранда неокласицистички и еклектички утицаји били врло запажени.

## Неокласицизам у архитектури
Архитектура неокласицизма — архитектонски стил, створен неокласицистичким покретом, који је почео средином 18. века. У свом чистом облику то је стил, који углавном потиче из античне архитектуре, Витрувијанских принципа и дела италијанског архитекте Андреа Палладиа.

## Галерија
- Парламент у Бечу, (1883)
- Стамбене зграде у Брну
- Дом уметности у Минхену (1937)
- Нова канцеларија рајха у Берлину (1939)
- Национална галерија уметности у Вашингтону (1941)